# Mateus da Costa
Der Topasse Mateus da Costa († 1673) war Generalkapitän (Capitão-mor) von Solor und Timor.
Mateus da Costa heiratete die Tochter eines westtimoresischen Herrschers (je nach Quelle von Amanuban oder Ambeno) und gründete einen mächtigen Familienclan. Sein Waffengefährte António da Hornay und dessen Bruder Francisco waren die Ahnherren des anderen großen Clans der Topasse, der zum großen Konkurrenten der Costas wurde.
1656 vernichteten die Topasse unter Mateus da Costa und António da Hornay eine niederländische Militärexpedition beim Dorf Amarasi, die gegen sie ausgeschickt worden war, und zwangen sie so, die gerade eroberte Festung von Kupang wieder aufzugeben. Der portugiesische Vizekönig in Goa nutzte schließlich die Rivalität zwischen den Familienclans. Er sandte sowohl an António da Hornay als auch an Mateus da Costa den gleichen Brief, in dem er sie jeweils zu seinem Repräsentanten und Capitão-mor erklärte, sofern derjenige die Macht innehabe. Diese lag zu diesem Zeitpunkt bei António, Mateus akzeptierte dies aber nicht und berief sich dabei auf eine frühere Ernennung. Ein blutiger Kampf zwischen den Familien begann und führte später zur Machtteilung innerhalb der Topasse.
1665 wurde Laran, die Hauptstadt von Wehale, von Mateus da Costa eingenommen und seine Bewohner als Sklaven verkauft. Im selben Jahr besiegte er auch Cailaco. Zwischen 1668 und 1670 unterwarf Mateus da Costa für Portugal mehrere Königreiche der Tetum im Küstengebiet Belus.
Von 1671 an konnte Mateus die Herrschaft, ab 1671 auch den Titel des Capitão-Mor für sich beanspruchen, doch er starb 1673. Nach einem kurzen Intermezzo durch Manuel da Costa Vieira gewann António da Hornay noch im selben Jahr den Titel zurück.
Schließlich kam es zur Vereinigung der Hornays und der Costas durch die Heirat von Francisco da Hornay mit einer Tochter von Domingos da Costa, dem Sohn von Mateus. Später wurde Domingos der neue Capitão-Mor und sogar Gouverneur von Solor und Timor.